# 大念佛寺
大念佛寺（だいねんぶつじ）是位在日本大阪府大阪市平野區的寺院，融通念佛宗總本山。山號「大源山」。本尊十一尊天得如來、開基（創立者）為良忍。日本最初的念佛道場。

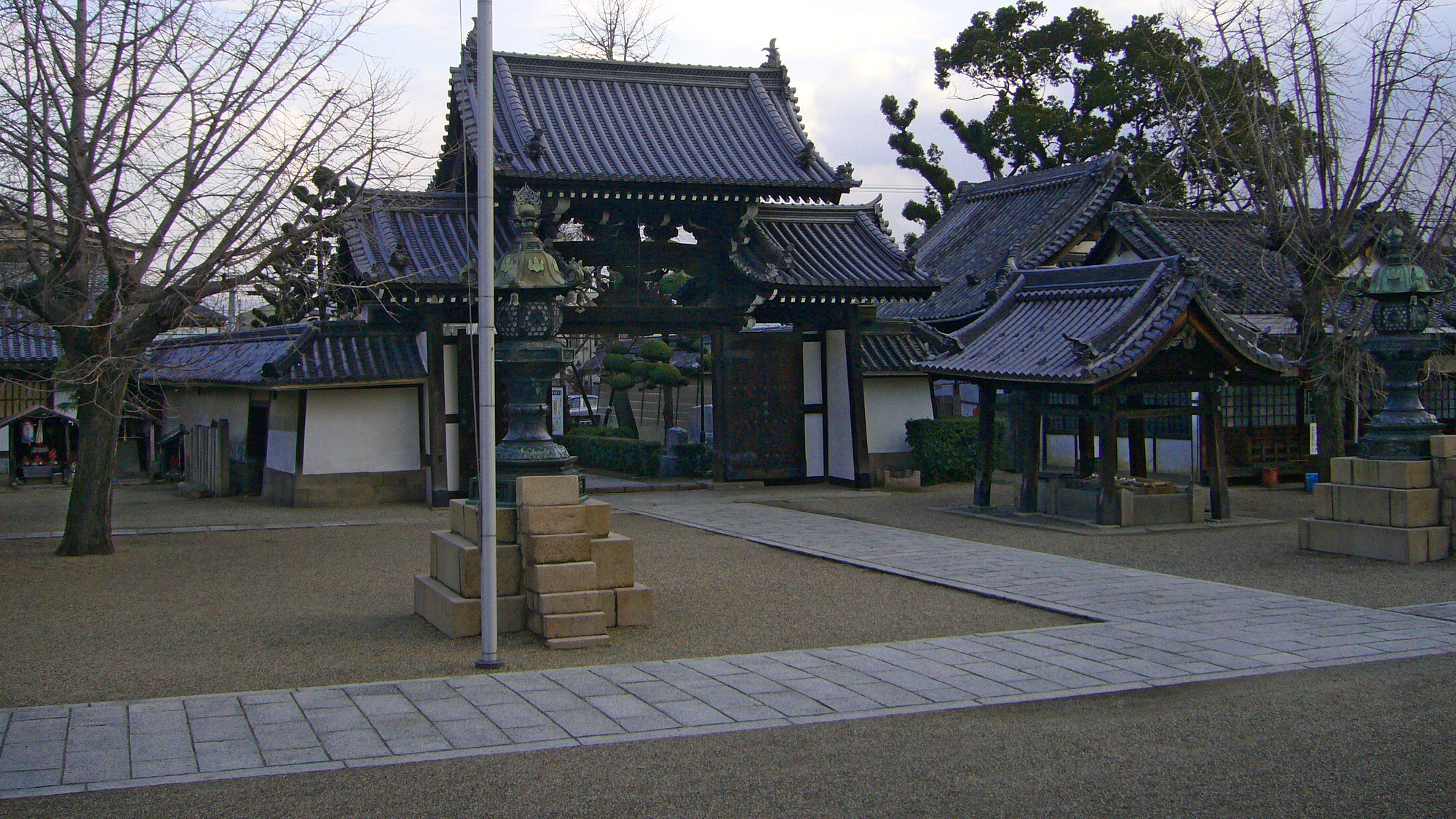
山門
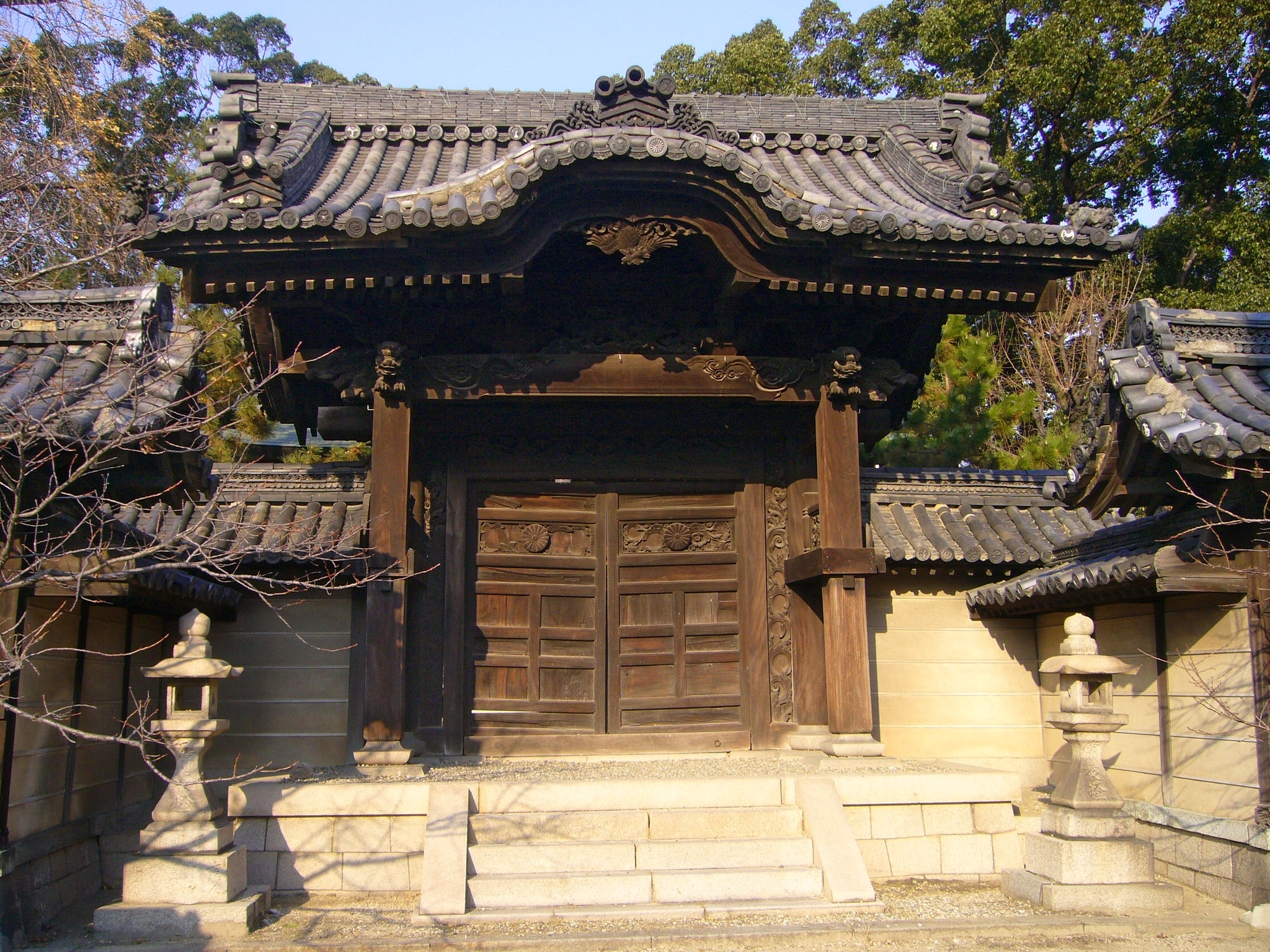
靈明殿
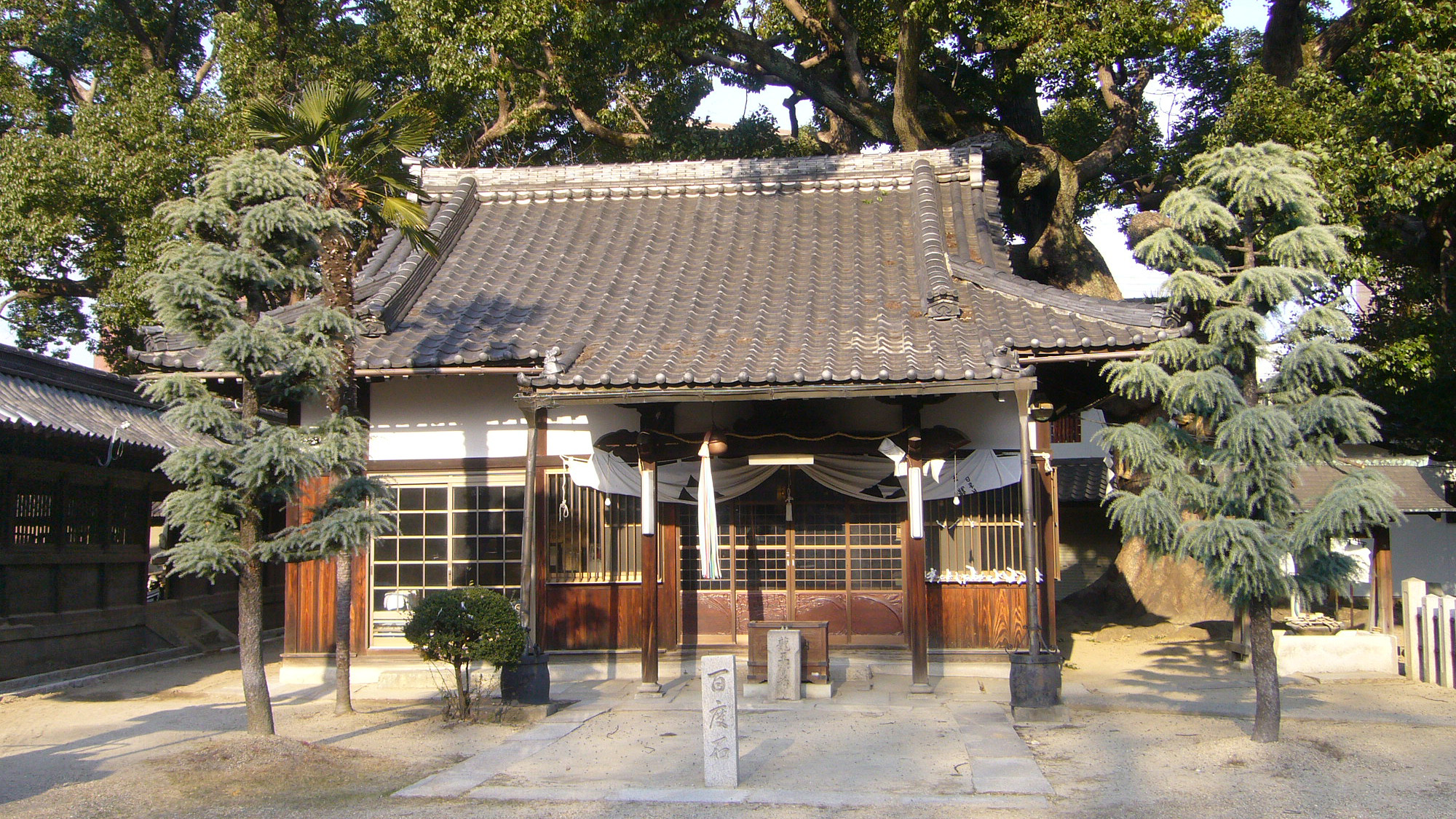
龍王殿

## 關連項目
- 念佛寺

## 外部連結
- 融通念佛宗總本山　大念佛寺（页面存档备份，存于）